# Burmoniscus arcangelii
Burmoniscus arcangelii är en kräftdjursart som beskrevs av Kae Kyoung Kwon och Jeon 1993. Burmoniscus arcangelii ingår i släktet Burmoniscus och familjen Philosciidae. Inga underarter finns listade i Catalogue of Life.